# North American YF-93
Il North American YF-93 era un prototipo di monomotore a getto da caccia ad ala a freccia progettato dall'azienda statunitense North American Aviation negli anni cinquanta.
Progettato per soddisfare l'esigenza di fornire un caccia di scorta per bombardieri strategici del periodo, l'YF-93 rimase allo stadio di prototipo e non venne mai avviato alla produzione, venendo comunque utilizzato dalla NACA fino al 1956.

## Storia del progetto
Nella seconda metà degli anni quaranta l'United States Air Force aveva in servizio i bombardieri strategici Boeing B-29 Superfortress e Convair B-36 Peacemaker; alla fine del mese di agosto del 1945 emise alcune specifiche nelle quali si richiedeva la realizzazione di velivoli da caccia destinati a compiti specifici di cui una riguardante la realizzazione di un penetrator fighter, termine con il quale si identificava sostanzialmente un caccia a lungo raggio destinato a fungere da scorta per i bombardieri all'epoca in servizio.

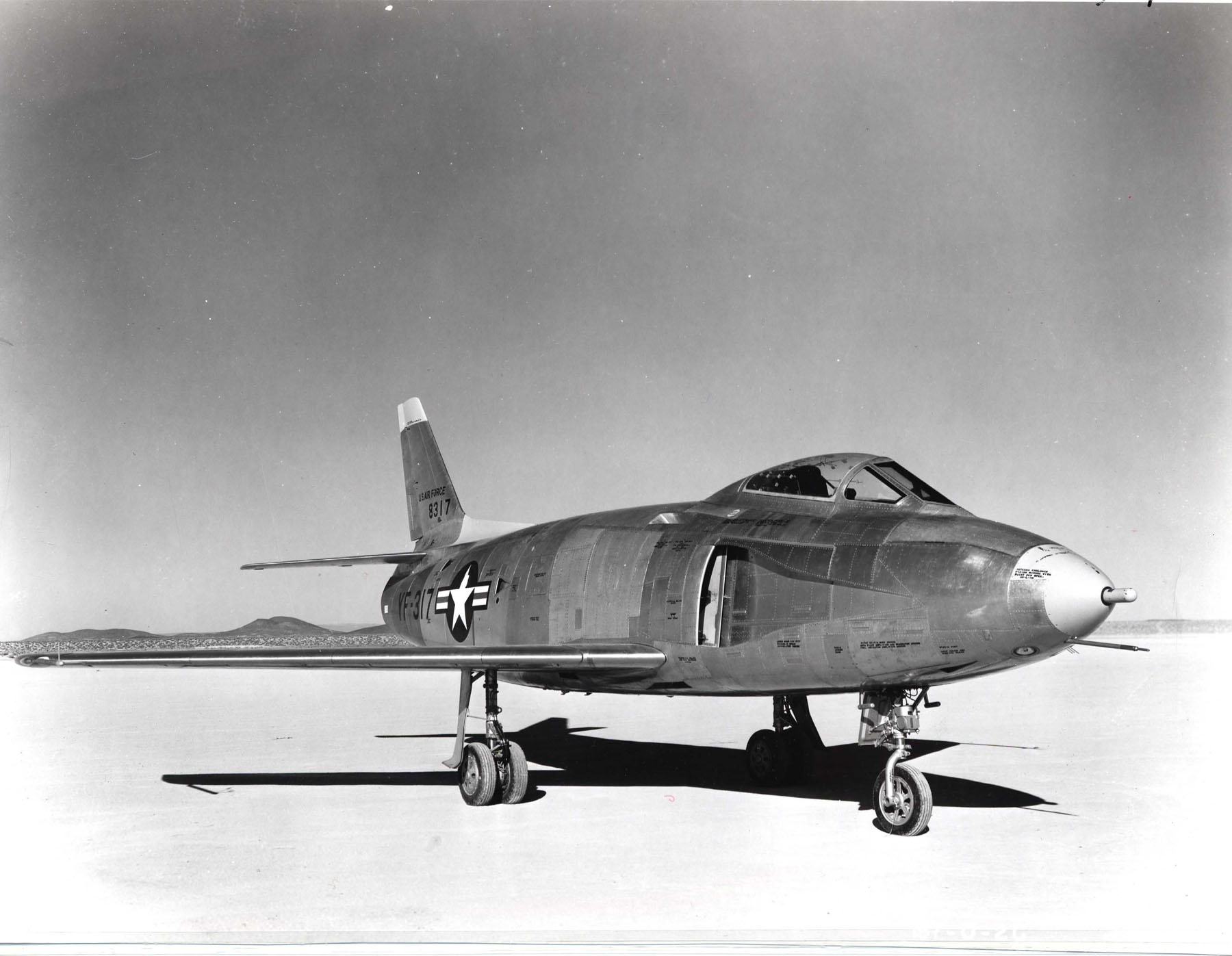
Foto del primo YF-93A dove sotto la cabina di pilotaggio si può apprezzare la particolare forma di una delle due prese d'aria NACA del modello.

Nei mesi seguenti la specifica relativa al penetrator fighter fu progressivamente aggiornata e due anni dopo richiedeva che il velivolo in questione fosse in grado di volare ad una quota di 50 000 piedi (15 240 m) da raggiungere in dieci minuti, che la sua velocità massima toccasse i 600 nodi (1 111 km/h) e che la sua autonomia operativa fosse di circa 1 300 miglia nautiche (2 408 km)..
In risposta a questa specifica, sul finire del 1947 (secondo alcuni in settembre, secondo altri in dicembre) la North American Aviation presentò il progetto NA-157 (derivato dall'P-86A Sabre e pertanto designato XP86-C) che si aggiunse a quelli già presentati in precedenza dalla McDonnell Aircraft Corporation e dalla Lockheed Corporation, rispettivamente identificati dalle autorità militari con le sigle XP-88 e XP-90.
Il legame tra il nuovo NA-157 e la prima versione del Sabre era costituito dall'utilizzo della medesima ala ed impennaggio, anche in funzione del contenimento del costo finale del nuovo velivolo; al contrario l'impiego di un motore differente e la necessità di più capienti serbatoi di carburante portarono alla completa revisione della fusoliera e del carrello d'atterraggio del NA-157. L'aspetto esteriore del velivolo era quindi decisamente distante da quello iniziale, in modo particolare a causa del muso appuntito, nel quale trovava alloggiamento il radar di intercettazione, che determinò lo spostamento delle prese d'aria nelle fiancate del NA-157.

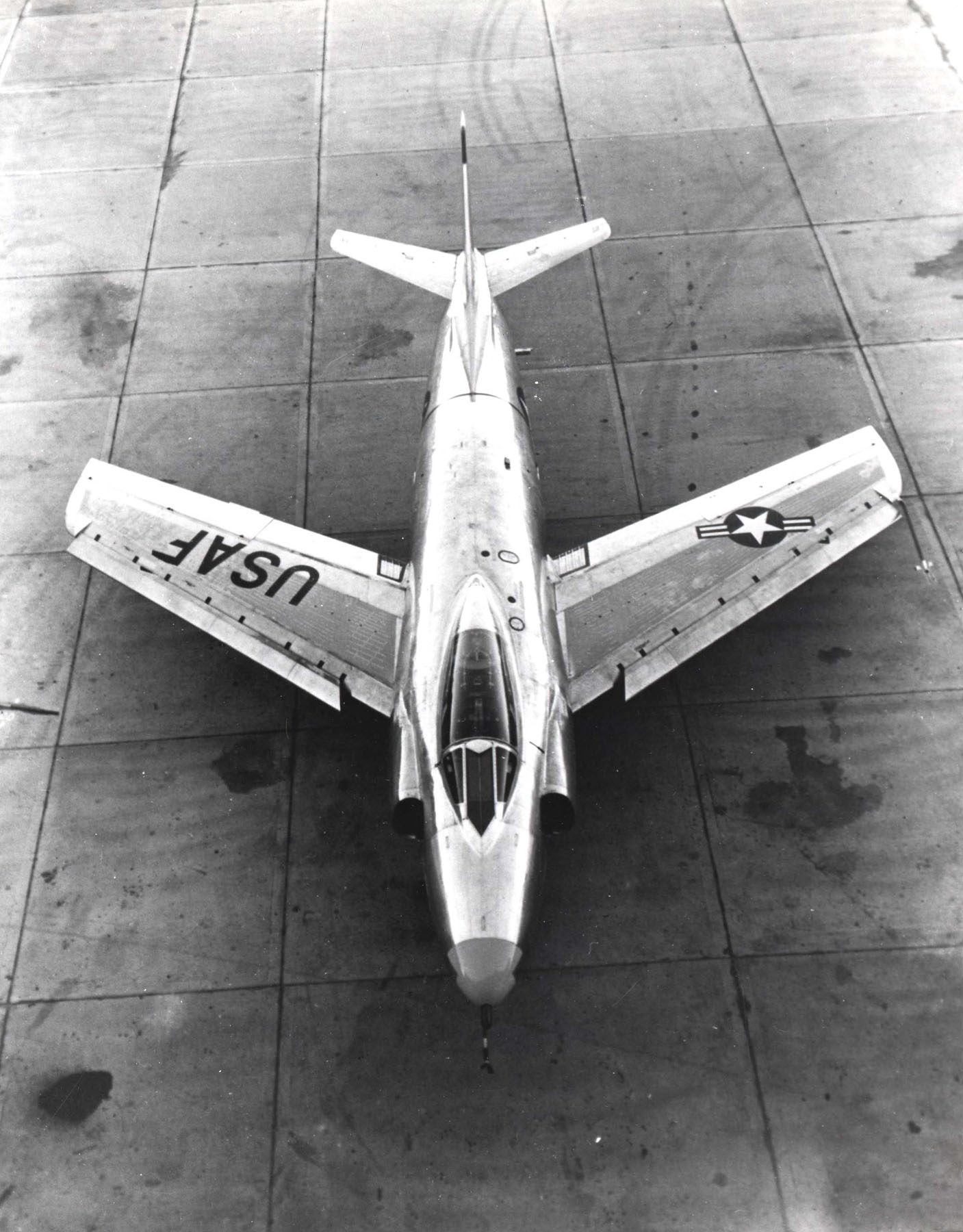
Vista superiore del secondo YF-93A prodotto.

Anche in funzione delle prestazioni dichiarate, si parlava di una velocità massima di 700 miglia all'ora (1 127 km/h), la North American ottenne nel maggio del 1948 l'autorizzazione a procedere con la costruzione di 118 esemplari del P-86C.
Nel mese di ottobre, nel frattempo, la considerevole differenza tra i due aerei della North American venne affermata anche a livello ufficiale ed il nuovo NA-157 venne dunque denominato F-93; nel breve volgere di tre mesi le autorità militari tornarono però sulla propria decisione stabilendo che nessun ordine per la produzione in serie del penetrator fighter sarebbe stato siglato in assenza di una valutazione comparativa che avrebbe coinvolto i tre progetti in competizione.
Preceduto dall'XF-88 (il 20 ottobre 1948) e dall'XF-90 (il 3 giugno 1949) il primo YF-93A venne portato in volo per la prima volta il 24 gennaio del 1950 e nell'aprile successivo fu trasferito all'USAF per una serie di prove di volo svolte dai piloti militari. In questa fase entrambi gli esemplari realizzati patirono danni causati dai motori che richiesero riparazioni considerevoli.
La fase valutativa della competizione per il penetrator fighter si svolse tra la fine di giugno ed i primi giorni di luglio del 1950 ed i risultati furono resi pubblici il 23 agosto: venne dichiarato vincente il progetto del McDonnell XF-88 mentre il North American YF-93 venne classificato al terzo posto. In ogni caso l'Air Materiel Command dell'USAF, in particolare a causa di una riduzione dei budget imposta dall'amministrazione del presidente Harry Truman, concentrò i propri ordini d'acquisto sui bombardieri B-36 che sarebbero stati destinati ad operare privi di scorta, rinunciando di fatto alla realizzazione del nuovo caccia. Altre fonti indicano che la causa dell'abbandono del progetto del penetrator fighter sia piuttosto da ricercare nelle prestazioni dei nuovi bombardieri Boeing B-47 Stratojet e Boeing B-52 Stratofortress che ne avrebbero di fatto ridotto l'utilità.

## Tecnica

### Cellula
Per quanto il progetto NA-157 derivasse da quello dell'F-86 Sabre, il suo risultato finale se ne discostava in modo considerevole: caratterizzati da diverse tipologie di utilizzo e, in primo luogo, progettati per accogliere motori tra loro molto diversi, i due velivoli non presentavano parentele apparenti se non nella configurazione delle ali e dei piani di coda.
La scelta operata dalla North American di utilizzare un solo turbogetto, diversamente dai progetti concorrenti che ricorrevano alla scelta del doppio motore, condizionò in modo significativo le dimensioni della fusoliera tanto più poiché si trattava di un turbogetto a compressore centrifugo, caratterizzato quindi da un diametro più ampio del turbogetto a compressore assiale utilizzato sull'F-86; le ampie dimensioni della fusoliera furono necessarie anche per accogliere la quantità di carburante, ben 1 561 galloni americani (5 909 L), necessaria per ottenere l'autonomia operativa richiesta.
In merito alle forme della fusoliera le fonti non concordano tra loro sul fatto che il progetto fosse realizzato considerando la regola delle aree: mentre alcuni sostengono questa tesi, altri la negano decisamente, evidenziando che gli studi in materia svolti presso la NACA furono resi disponibili per l'industria aeronautica solamente nel 1952, oltre due anni dopo il primo volo dell'YF-93.
In ogni caso il progetto del NA-157 era contraddistinto dalla presenza, all'estremità di prua del velivolo, dall'apparato radar per l'intercettazione attiva dei bersagli alloggiato all'interno della carenatura affusolata; questa soluzione impose lo spostamento delle prese d'aria nelle fiancate del velivolo. Queste ultime, al fine di non incidere ulteriormente sulla dimensione frontale dell'aereo, furono realizzate "a filo" della fusoliera secondo un progetto originariamente sviluppato dalla NACA. La loro forma fu successivamente modificata, per impiegare una più consueta apertura laterale della fusoliera, a causa dell'insufficiente flusso d'aria verso il motore.
Nella parte posteriore del velivolo, nella zona ventrale, vennero installati due aerofreni (ben più ampi dei due laterali presenti sull'F-86) mentre il cono di coda (al di sopra dell'ampio condotto di scarico del turbogetto) sosteneva l'impennaggio di tipo tradizionale.
Sia le ali che i piani orizzontali erano a freccia; sul bordo d'entrata dell'ala erano presenti gli ipersostentatori già utilizzati sul Sabre e, almeno sul secondo dei due prototipi realizzati, i piani orizzontali divennero completamente mobili analogamente a quanto avvenuto sugli F-86E.
Il carrello d'atterraggio era di tipo triciclo anteriore; l'elemento anteriore monoruota si ritraeva con movimento in avanti all'interno del muso dell'aereo mentre gli elementi posteriori, a ruote gemellate per sostenere il peso del velivolo, erano imperniati nelle ali al cui interno si ritraevano con movimento verso il centro del velivolo.

### Motore
I progettisti della North American scelsero di impiegare sul progetto NA-157 il motore Pratt & Whitney J48, turbogetto dotato di compressore centrifugo. Si trattava di un prodotto su licenza, nello specifico della versione migliorata del britannico Rolls-Royce Tay a propria volta evoluzione dotata di postbruciatore del motore Rolls-Royce Nene.
Come detto le dimensioni del motore, il cui diametro era del 30% superiore a quello del General Electric J47 usato sul Sabre di serie, incisero in modo sostanziale sulla progettazione del velivolo.
Le prestazioni del J48, accreditato di valori di spinta pari a 6 000 libbre forza (27 kN) a secco e 8 750 libbre forza (38,9 kN) con l'uso del postbruciatore, garantivano all'Y-93 la possibilità di raggiungere la velocità massima di 708 miglia all'ora (1 139 km/h).

### Sistemi ed armamento
In fase progettuale l'armamento dell'YF-93 era previsto in sei, non meglio identificati, cannoni calibro 20 mm collegati ad un radar di ricerca che le fonti, ancora una volta in disaccordo tra loro, identificano come "SCR-720" oppure "AN/APG-3". All'atto pratico l'armamento non fu mai effettivamente installato mentre il radar, inizialmente presente sui due prototipi, fu smontato (almeno nel secondo esemplare) dopo un primo periodo di prove.

## Impiego operativo

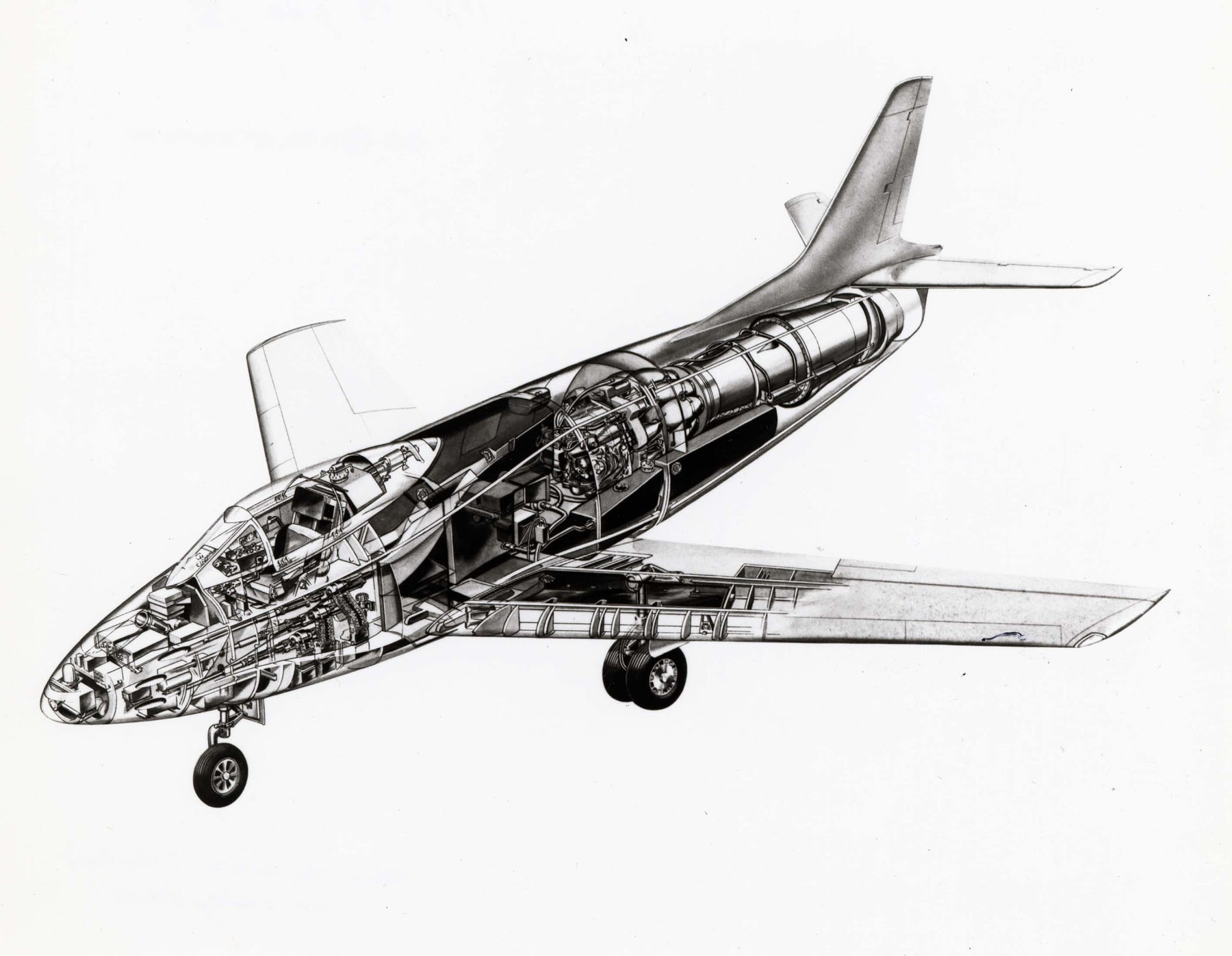
Spaccato dell'YF-93 nella sua configurazione originale.

Malgrado la cancellazione dell'ordine per la produzione in serie, il programma di prove di volo previsto per i prototipi venne portato a termine fino a giungere, nel luglio del 1950, alla definizione della classifica che valutò negativamente l'YF-93. In particolare gli aspetti critici rilevati dai collaudatori dell'USAF evidenziavano che l'aereo perdeva rapidamente velocità nello svolgimento delle manovre in volo e che il consumo di carburante era eccezionalmente consistente, in particolar modo alle quote più basse e nel caso di utilizzo del postbruciatore.
I test furono protratti fino alla fine del 1950 quando i due aerei furono ufficialmente accettati dall'USAF ma immediatamente riconsegnati al costruttore per ulteriori verifiche in volo; alla fine, nel marzo del 1951, il contratto con l'aviazione militare fu interrotto definitivamente. I due prototipi furono quindi presi in carico dalla NACA che li utilizzò fino al 1956, in particolare per svolgere prove comparative con diversi tipi di prese d'aria.

## Livree
Come gli altri aerei dell'USAF dell'epoca, gli YF-93A erano in metallo naturale, cioè non verniciati.

## Utilizzatori
Stati Uniti
- United States Air Force
- National Advisory Committee for Aeronautics

### Annotazioni
1. ↑  Nel frattempo l'USAF aveva stabilito di indicare gli aerei da caccia con il termine "Fighter" rispetto al precedente "Pursuit", con relativa variazione del prefisso nella sigla identificativa.
2. ↑  da cui deriva la denominazione di "Presa d'aria NACA"

### Fonti
1. 1 2 3 4 5 6 7 8 9 10 11  Curtis 2000, p. 40.
2. 1 2 3 4 5  Curtis 2000, p. 37.
3. 1 2 3 4 5  North American F-86C/YF-93A, in "www.joebaugher.com".
4. 1 2 3 4 5 6 7  [1.6] XF-86C / XF-93A PENETRATION FIGHTER, in "www.airvectors.net".
5. 1 2 3 4 5 6 7 8  Curtis 2000, p. 38.
6. 1 2 3  Curtis 2000, p. 39.

### Pubblicazioni
- (EN) Scribes and Pharisees, in Flight, Sutton, Surrey - UK, Reed Business Information Ltd., 3 marzo 1949,  pp. 760-769. URL consultato il 4 dicembre 2016.